# Das Mädchen und die Spinne
Das Mädchen und die Spinne ist ein Schweizer Spielfilm von Ramon und Silvan Zürcher, der im Juni 2021 im Rahmen der Internationalen Filmfestspiele Berlin seine Premiere feierte und am 8. Juli 2021 in die deutschen Kinos kam. Der Film wird im Wettbewerb Encounters präsentiert und wurde bereits im März 2021 mit dem Preis für die Beste Regie und dem FIPRESCI-Preis der Filmkritik ausgezeichnet. Es handelt sich um den zweiten Teil einer geplanten Trilogie über menschliches Zusammensein. Die „Tier-Trilogie“ wurde mit  Das merkwürdige Kätzchen begonnen und endet mit Der Spatz im Kamin.

## Handlung
Endlich ist es soweit: Lisa zieht in ihre erste eigene Wohnung. Jahrelang hat sie mit Mara in einer WG gelebt, nun geht diese prägende Ära zu Ende. Der Umbruch löst in Mara ein Wechselbad der Gefühle aus. Während Kisten geschleppt, Wände gestrichen und Schränke aufgebaut werden, tun sich Abgründe auf.

## Produktion

### Stab und Besetzung

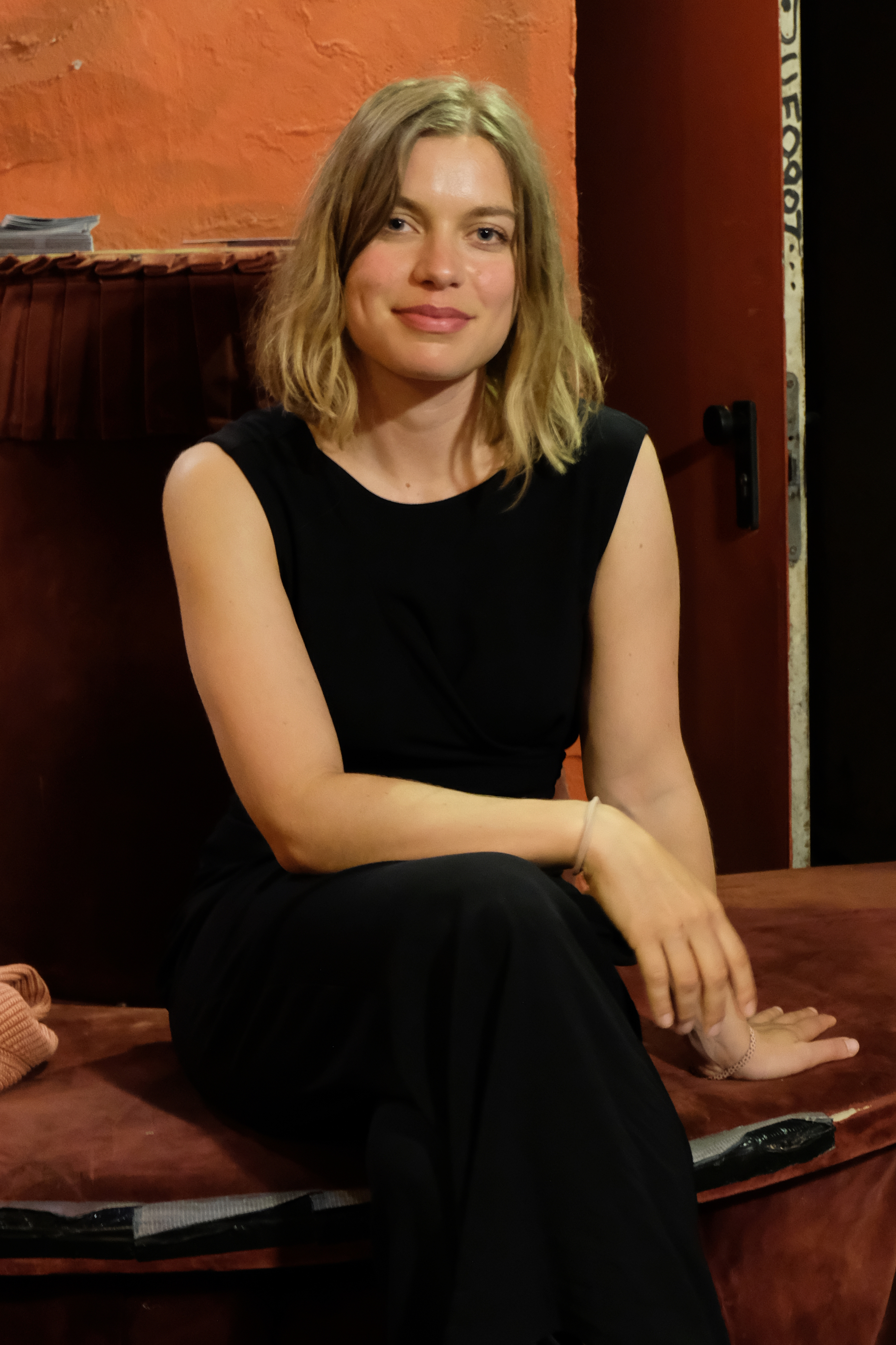
Liliane Amuat vor dem Münchner Werkstattkino im Rahmen eines Special-Screenings des Films

Produziert wurde Das Mädchen und die Spinne von der Genfer Produktionsfirma Beauvoir Films in Koproduktion mit Zürcher Film und dem Schweizer Radio und Fernsehen (SRF). Regie führten die Zwillingsbrüder Ramon und Silvan Zürcher, die gemeinsam auch das Drehbuch schrieben. Das Mädchen und die Spinne ist der zweite Teil einer losen Filmtrilogie. Der erste Teil, Ramon Zürchers Spielfilm-Debüt Das merkwürdige Kätzchen, wurde 2013 im Rahmen der 63. Berlinale in der Sektion Forum uraufgeführt. Die Dreharbeiten für Der Spatz im Kamin, den dritten Teil der Trilogie, fanden im Sommer 2022 statt.
Diese Trilogie über das Zusammenleben wird von der eigenen Handschrift der Brüder zusammengehalten, den Urs Bühler als magischen Hyperrealismus umschreibt: „Da ist einerseits eine somnambule Atmosphäre, in der wie bei einem Nachttraum die Grenzen von Zeit und Raum verschwimmen – obwohl man sich physisch kaum bewegt. Was der Mensch als Wahrheit zu pachten pflegt, vermischt sich mit Imagination zu einer ganz eigenen Form von Poesie.“
Die beiden Hauptrollen werden von Liliane Amuat (Lisa) und Henriette Confurius (Mara) gespielt. In den Nebenrollen sind unter anderem Ursina Lardi, Flurin Giger, André M. Hennicke, Dagna Litzenberger-Vinet zu sehen.

### Filmförderung und Dreharbeiten
Gefördert wurde der Film vom Schweizer Bundesamt für Kultur (BAK), der Berner Filmförderung (BEFF), dem Cinéforom, der Beauftragten der Bundesregierung für Kultur und Medien (BKM), der Aargauer Filmstiftung und der Burgergemeinde Bern.
Auch wenn die Geschichte in Berlin verortet ist, fanden die Dreharbeiten im Frühjahr 2019 größtenteils in einem Filmstudio in der alten Gurtenbrauerei in Wabern bei Bern statt. Weitere Aufnahmen entstanden in Berlin, wo die beiden Brüder an der Deutschen Film- und Fernsehakademie studierten, die jedoch für den Film nicht von größerer Bedeutung sind, weil er fast komplett in Innenräumen spielt. In der ehemaligen Berner Bierbrauerei entstanden die beiden lichtdurchfluteten Wohnungen. Als Kameramann fungierte Alexander Hasskerl.
Er arbeitete mit vielen Nahaufnahmen, so von den Gesichtern, legte aber einen weiteren Fokus auf Gegenstände und Tiere. „Im klassischen Erzählkino ist oft sehr klar, wer die Protagonisten sind und wer Randfigur. Bei uns nicht. Wir rücken auch eine zu Ende gerauchte Zigarette ins Spotlight, weil sie in Bezug auf eine vorangegangene Szene durchtränkt ist von Vergänglichkeit“, so Silvan Zürcher über die gemeinsame Arbeit.

### Filmmusik und Veröffentlichung

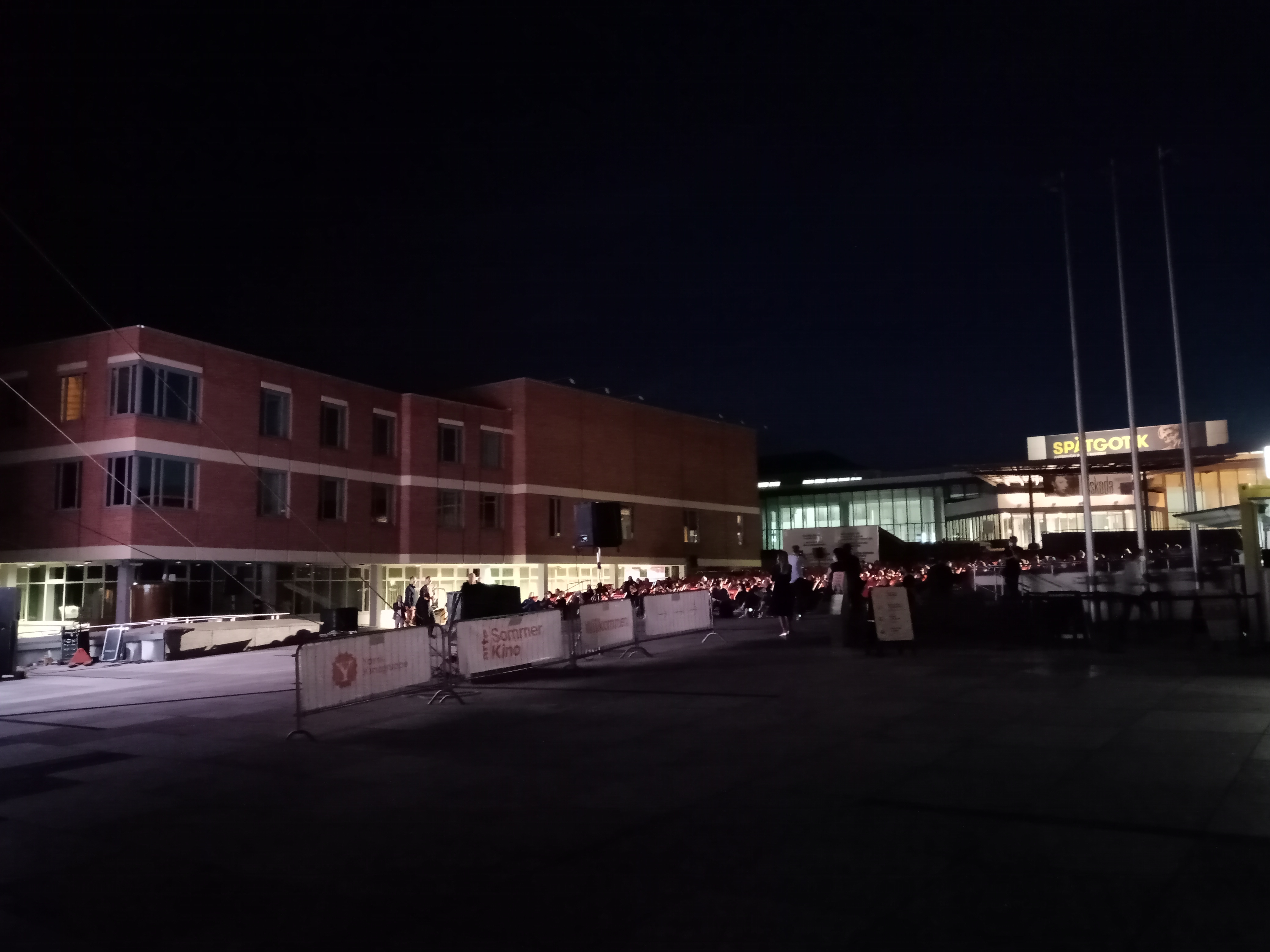
Die Premiere erfolgte am 9. Juni 2021 im Rahmen des Berlinale Summer Special im Sommerkino Kulturforum

Die Filmmusik komponierte Philip Moll. Als musikalisches Leitmotiv des Films verwendeten die Brüder Zürcher Voyage, voyage, einen Ohrwurm aus den 1980er Jahren, was Urs Bühler sehr passend findet, weil im Film Menschen ankommen, flüchtig verweilen und  dann wieder verschwinden, fast wie Reisende auf einem Bahnhof.
Der Film wurde im Rahmen der Internationalen Filmfestspiele Berlin in der Sektion Encounters vorgestellt und feierte hier seine Weltpremiere. Ab 9. Juni 2021 wurde er beim Open Air stattfindenden Summer Special gezeigt. Dort im Forum stellte Ramon Zürcher 2013 bereits seinen ersten abendfüllenden Spielfilm Das merkwürdige Kätzchen vor. Ein Kinostart in Deutschland erfolgte am 8. Juli 2021. Im September 2021 erfolgten Vorstellungen beim Toronto International Film Festival. Ende September, Anfang Oktober 2021 wurde er beim New York Film Festival gezeigt und hiernach beim Busan International Film Festival. Ende Oktober 2021 wurde der Film auch bei der Viennale vorgestellt. Im November 2021 wurde er beim AFI Fest gezeigt. Im März 2022 wurde der Film beim Glasgow Film Festival vorgestellt. Der Start in ausgewählten US-Kinos erfolgte am 15. April 2022.

## Rezeption

### Altersfreigabe und Kritiken
In Deutschland ist der Film FSK 16. In der Freigabebegründung heißt es, der Film thematisiere Nähe, Abschiede, Freundschaft und Begehren in einer alltagsnahen und zugleich artifiziellen Weise, und Kinder und Jugendliche unter 16 Jahren könnten aufgrund der schwer greifbaren Atmosphäre von einzelnen Elementen überfordert werden, etwa der Thematisierung von selbstschädigendem Verhalten sowie der expliziten Darstellung von Sex.
Bislang sind 93 Prozent aller bei Rotten Tomatoes aufgeführten Kritiken positiv bei einer durchschnittlichen Bewertung mit 7,4 von 10 möglichen Punkten. Bei Metacritic erhielt der Film einen Metascore von 83 von 100 möglichen Punkten.
Esther Buss vom Filmdienst bemerkt in ihrer Kritik die meist statische Kamera von Alexander Haßkerl, die die Bilder eng kadriere, und zwischen all den Aktionen, bei denen sich die Figuren durchs Bild bewegen, die kommen und gehen, erschließe sich erst mit der Zeit, wer hier wer ist und wie mit wem verbunden. Zentrales Element der Zürcher’schen Mechanik sei neben den Menschen die Objektwelt, so Buss: „Dinge werden abgestellt, weggeräumt oder an die nächste Figur weitergegeben, Geräusche werden gemacht und Sätze gesagt, die häufig wie abgestellt wirken.“ Ähnlich wie die Dinge im Film, die ständig kaputtgehen und repariert werden, auseinandergenommen und wieder aufgebaut werden, sei auch die Erzählung ein kontinuierlicher Montage- und Demontageprozess, und räumliche Erweiterungen entstünden auch durch das akustische Off. Das Mädchen und die Spinne sei mal komisch, mal abgründig, mal leicht, mal beschwert, mal magisch und märchenhaft, mal profan und immer besonders. Dabei seien die Formen des Begehrens und der Sehnsüchte vielfältig und würden gewollt ambivalent gehalten.

### Auszeichnungen
Der Film befand sich in einer Vorauswahl für den Europäischen Filmpreis 2021. Im Folgenden eine Auswahl weiterer Auszeichnungen und Nominierungen.
Berner Filmpreis 2021

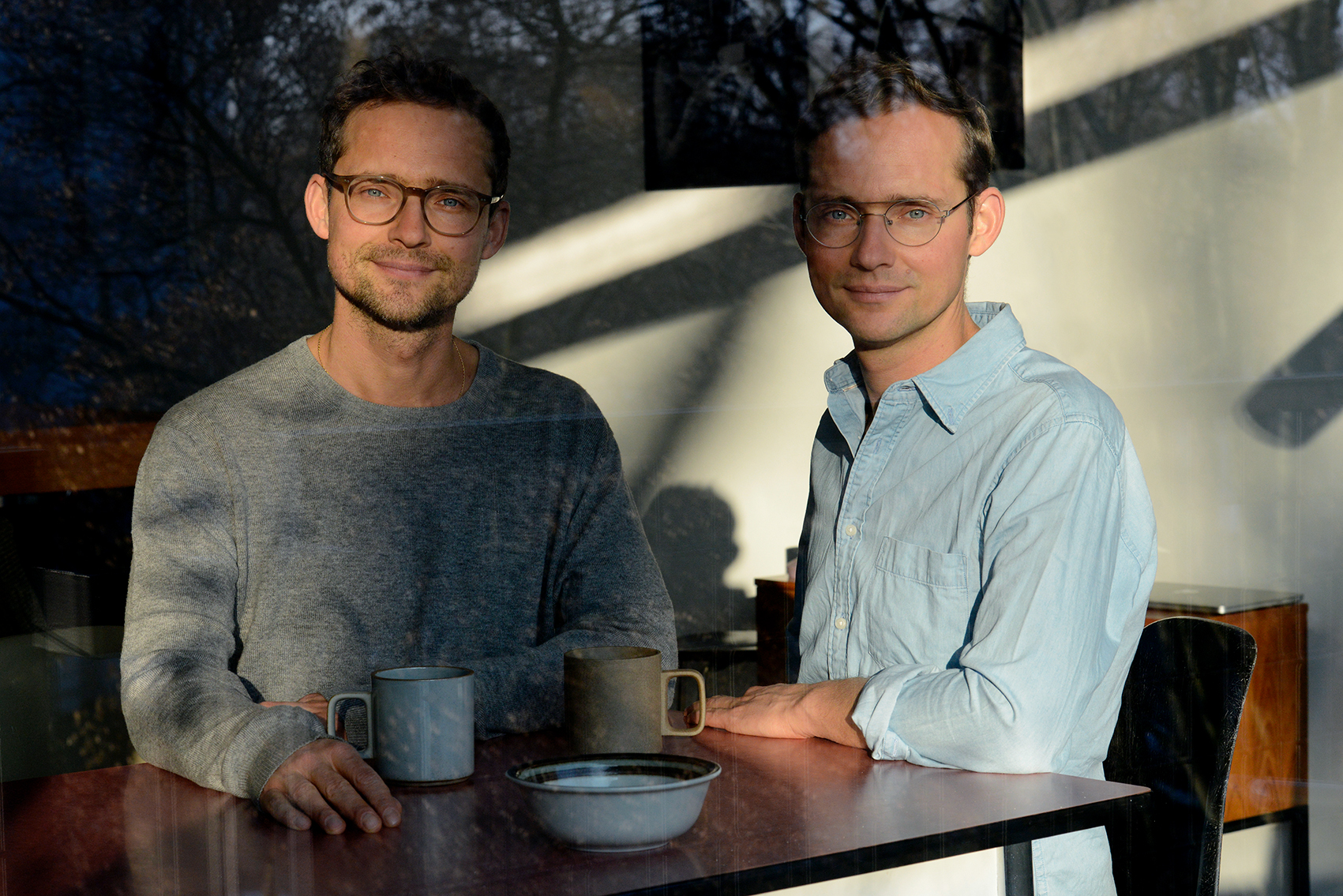
Die Zwillingsbrüder Ramon Zürcher (re.) und Silvan Zürcher (li.) sind verantwortlich für Drehbuch, Regie und Ko-Produktion

- Auszeichnung als Bester Langspielfilm[26]

Festival international du film de La Roche-sur-Yon 2021
- Nominierung im Nouvelles Vagues Competition (Ramon Zürcher und Silvan Zürcher)[27]

Film Fest Gent 2021
- Nominierung im Hauptwettbewerb[28]

Internationale Filmfestspiele Berlin 2021
- Nominierung in der Sektion Encounters
- Auszeichnung für die Beste Regie in der Sektion Encounters (Ramon Zürcher)
- Auszeichnung mit dem FIPRESCI-Preis in der Sektion Encounters
- Nominierung für den LGBTIQ-Preis Teddy Award[29][30]

Preis der deutschen Filmkritik 2021
- Auszeichnung für das Beste Drehbuch (Roman Zürcher und Silvan Zürcher)
- Auszeichnung für den Besten Schnitt (Ramon Zürcher und Katharina Bhend)[31]

Schweizer Filmpreis 2022
- Nominierung für die Beste Montage (Ramon Zürcher und Katharina Bhend)